# Georges Gilles de la Tourette

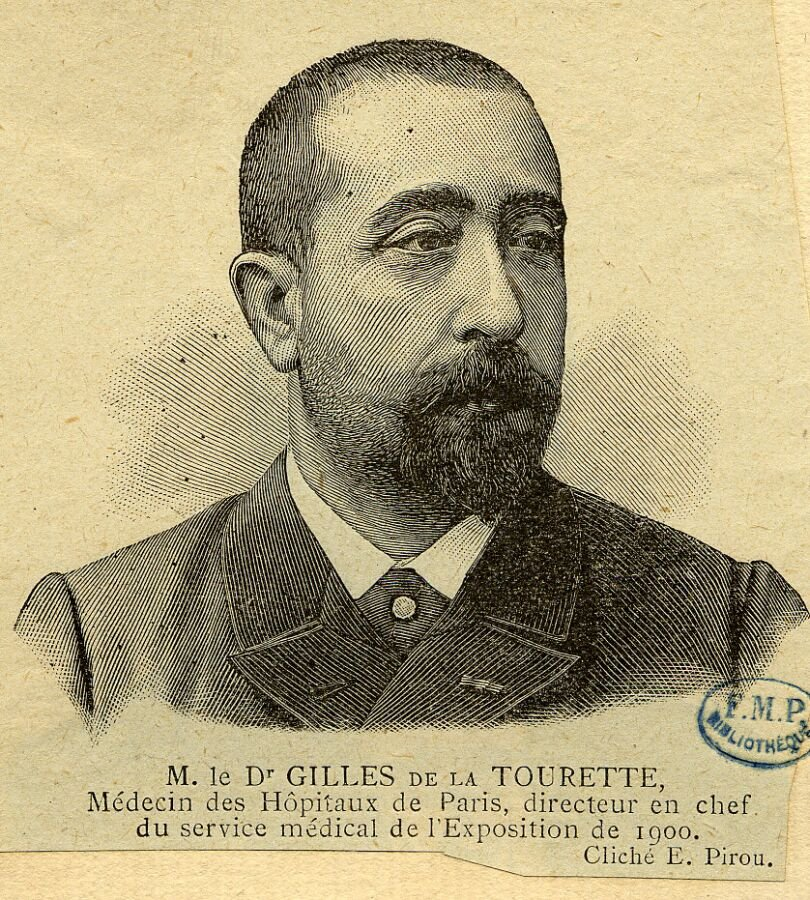
Georges Gilles de la Tourette

Georges Albert Édouard Brutus Gilles de la Tourette (Saint-Gervais-les-Trois-Clochers, 30 oktober 1857 – Prilly, 22 mei 1904) was een Frans neuroloog en psychiater. Naar hem is het door hem als eerste beschreven Syndroom van Gilles de la Tourette genoemd: een neurologische stoornis die gekenmerkt wordt door uitgebreide, matige tot soms ernstige tics.

## Studies
Hij begon al op zijn zestiende aan een studie medicijnen aan de universiteit van Poitiers. In 1881 verhuisde hij naar Parijs om zijn studies af te maken. In 1884 gaat hij als “interne” aan de slag in het Hôpital de la Salpêtrière in Parijs. Daar was hij een leerling van de beroemde Franse neuroloog en psychiater Charcot, evenals Freud die zijn colleges volgde. Hij wordt beschouwd als de vader van de Franse neurologie en was vooral actief in onderzoek op het gebied van epilepsie en hysterie. Gilles de la Tourette deed er veel proeven met hypnose bij hysterische patiënten en werd een verdediger van de standpunten van zijn leermeester. In 1885 studeerde hij af.

## Leven en werk

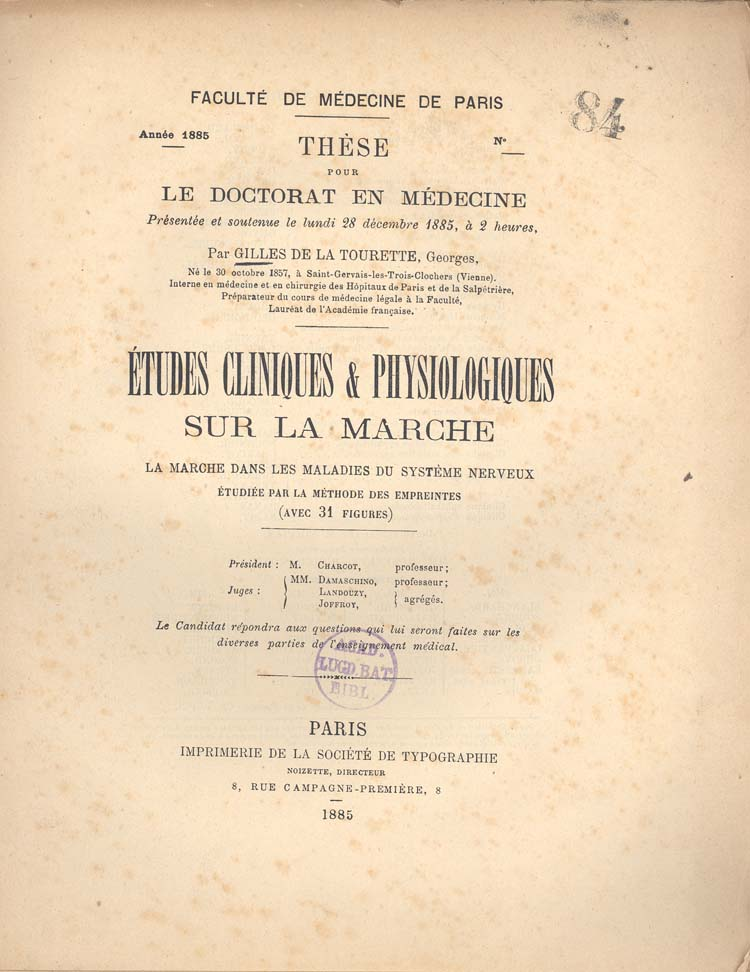
Études cliniques & physiologiques sur la marche, Gilles de la Tourette's proefschrift, Parijs, 1885

Gilles de la Tourette werd geboren als oudste van de vier kinderen van een koopman. Hij werd omschreven als zeer intelligent (was steeds de eerste van zijn klas), joviaal en rap van tong. Hij is vurig in zijn spreken, maar tevens ongeduldig, soms grof en luidruchtig tot explosief. Tegenover Charcot was hij onderdanig, maar zijn minderen schoffeerde hij, waardoor hij vooral vijanden maakte bij zijn collega’s.
Tijdens en na zijn studies publiceerde hij veel artikels en boeken. In 1886 publiceerde hij samen met Gabriel Legué het bekende Sœur Jeanne des Anges, een beschrijving van massahysterie in 1643 in een Ursulinenklooster in Loudun.
In 1887 volgde hij Joseph Babinski op als chef de clinique in La Salpêtrière. Datzelfde jaar huwde hij zijn 10 jaar jongere nicht Marie Detrois. Samen kregen ze twee zonen en twee dochters. Intussen ontwierp Gilles de la Tourette verschillende fysiotherapeutische hulpmiddelen, bijvoorbeeld een trilhelm tegen aangezichtspijn. Hij had niet alleen wetenschappelijke, maar ook sociale en culturele interesses. Onder het pseudoniem “Paracelsus” publiceerde hij onder meer sociale kritieken en toneelrecensies.
1893 was een ongeluksjaar voor Gilles de la Tourette. Hij werd thuis in zijn hoofd geschoten door een ex-patiënte uit La Salpêtrière, die beweerde dat ze ooit door Gilles de la Tourette tegen haar wil gehypnotiseerd was. De verwonding was oppervlakkig en Gilles de la Tourette herstelde geheel. Datzelfde jaar stierf zijn mentor Charcot. Tot slot overleed dat jaar ook Gilles de la Tourettes oudste zoontje van 5 jaar.
In 1894 mocht hij les geven in gerechtelijke geneeskunde.
Zijn laatste grote wapenfeit dateert van 1900. Dat jaar werd hij aangesteld als hoofd van de medische dienst van de Wereldtentoonstelling in Parijs. Nadien werd hij benoemd tot Officier in het Legioen van Eer voor bewezen diensten. Vanaf dan gaat het snel achteruit.

## Gevolgen van syfilis
Gilles de la Tourette had geen aangenaam karakter en daardoor nauwelijks vrienden. Het evolueren van (vermoedelijk) syfilis maakte dit alleen maar erger: hij werd steeds hoogmoediger. Rond de eeuwwisseling begon zijn gedrag ernstige afwijkingen te vertonen. Perioden van neerslachtigheid werden afgewisseld door grootheidswanen. In 1901 werd hij gedwongen zijn ziekenhuiscontract op te zeggen. Op verzoek van zijn vrouw werd Gilles de la Tourette in 1901 opgenomen in de psychiatrische inrichting Bois-de-Cery te Prilly (district Lausanne) van Albert Mahaim, waar hij op 28 mei 1901 aankwam. Hij werd ernaartoe gelokt onder het voorwendsel dat hij er een beroemde, anonieme patiënt moest onderzoeken. Daar aangekomen, werd hij zelf opgesloten. In de herfst van 1901 werd hij voor 3 maanden uit zijn medisch ambt ontzet. Deze ontzetting werd telkens met 3 maanden verlengd, tot november 1903: dan werd hij een heel jaar geschorst.
In december 1902 werd hij handelingsonbekwaam verklaard. Zijn burgerrechten werden hem ontnomen. Hij overleed op 46-jarige leeftijd in de kliniek nadat hij door een epileptisch insult in coma was geraakt; het betrof waarschijnlijk de gevolgen van het derde stadium van syfilis. Gilles de la Tourette werd begraven in het familiegraf te Loudun.
De weduwe van Jean-Martin Charcot probeerde nog een pensioen te regelen voor zijn weduwe en kinderen, doch tevergeefs.

## Syndroom van Gilles de la Tourette
Gilles de la Tourette is bekend gebleven door zijn ontdekking van het Syndroom van Gilles de la Tourette. Reeds in 1884 werd hij geboeid door de verschijnselen van “springende Fransen in Maine”, de schokkerige bewegingen en spraakstoornissen bij latah in Maleisië en het verschijnsel miryachit in Siberië. Hij schreef er een artikel over, zocht en vond andere voorbeelden. Hij beschreef de casus van de markiezin van Dampierre, 60 jaar eerder beschreven door Jean Itard. Deze vulde hij aan met twee andere casussen uit de recentere literatuur en zes eigen casussen. Volgens Charcot pasten de symptomen (motorische tics en coprolalie) niet bij hysterie. Het ging volgens hem om een afzonderlijke neurologische aandoening, die hij la maladie des tics de Gilles de la Tourette noemde. Charcot kreeg hierop zeer veel negatieve reacties van collega’s, die het toch als een variant van hysterie of de Chorea van Sydenham zagen.

## Trivia
- Hier en daar bestaan misverstanden rond Gilles de la Tourette:
  - “Gilles” is niet zijn voornaam, maar een deel van zijn familienaam. De voornaam en naam waarmee hij tijdens zijn leven werd aangesproken, is Georges.
  - Georges Gilles de la Tourette leed zelf niet aan de stoornis die genoemd werd naar zijn naam. Hij deed er de eerste systematische beschrijvingen van. Charcot gaf de ziekte de eerste naam. Georges Gilles de la Tourette toonde wel zeer vervelend gedrag, maar dit betrof waarschijnlijk gevolgen van een gevorderde syfilis.
- Hoewel hij een wereldwijd bekende Fransman is, heeft slechts één straat zijn naam gekregen: een doodlopende straat in zijn geboortedorp Saint-Gervais-les-Trois-Clochers.[9]